# Rogno

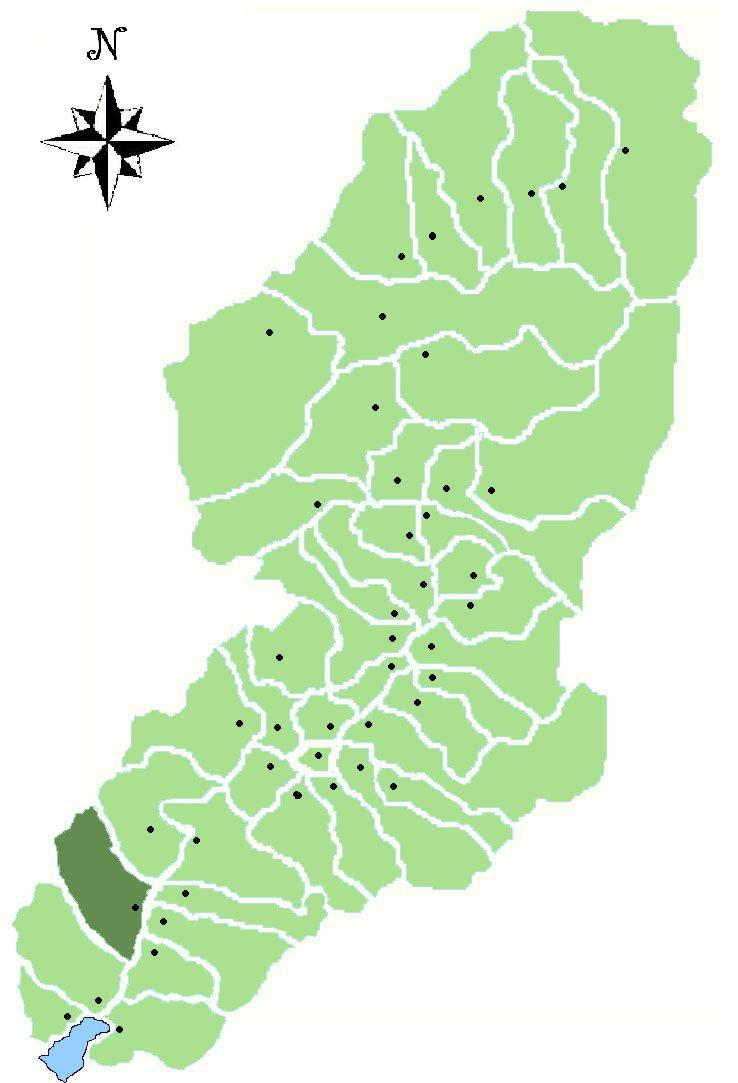
Rogno's land in Valle Camonica

Rogno là một đô thị ở tỉnh Bergamo trong vùng Lombardia của nước Ý, có vị trí cách khoảng 90 km về phía đông bắc của Milano và khoảng 40 km về phía đông bắc của Bergamo. Tại thời điểm ngày 31 tháng 12 năm 2004, đô thị này có dân số 3.566 người và diện tích là 15,6 km².
Rogno giáp các đô thị: Angolo Terme, Artogne, Castione della Presolana, Costa Volpino, Darfo Boario Terme, Pian Camuno, Songavazzo.